# Великолуцкий 12-й пехотный полк
12-й пехотный Великолуцкий полк — пехотная воинская часть Русской императорской армии. С 1819 по 1918 год входил в состав 3-й пехотной дивизии.
- Старшинство — 17 января 1711 г.
- Полковой праздник — 6 декабря.

## Места дислокации
- 1820 год — Смоленск[1]. Второй батальон полка на поселении в Новгородской губернии. Полк находился в составе 3-й пехотной дивизии.

## Формирование и кампании полка
Полк сформирован 17 января 1811 года в Крыму (по другим сведениям - в Екатеринодаре) из трёх рот Керчь-Еникальского и трёх рот Таганрогского гарнизонных батальонов, а также шести рот Дмитриевского гарнизонного полка, ведущего начало с 17 января 1711 года, когда были сформированы Азовского гарнизона Павловский, Белоколодский и Коротояцкий полки.
В октябре 1812 года Великолуцкий полк сопровождал транспорты к армии адмирала Чичагова и в делах при отражении вторжения Наполеона участия не принимал, а в Заграничной кампании 1813 г. вошёл в состав блокадного корпуса у крепости Модлин, участвовал в Лейпцигском сражении, а в конце года был разделён: один батальон блокировал Гамбург, а два — Магдебург.
В кампании 1831 года в Польше полк участвовал в штурме Варшавы и 6 декабря 1831 г. был награждён знаками отличия на шапки с надписью: «За Варшаву 25 и 26 августа 1831 г.».
28 января 1833 года к Великолуцкому полку был присоединён 6-й егерский полк и полк назван Великолуцким егерским. 17 апреля 1856 г. восстановлено название пехотного полка.
В 1863 году Великолуцкий полк участвовал в делах с польскими повстанцами.
В русско-турецкой войне 1877—1878 гг. он принял участие во взятии Ловчи и в овладении с боем городом Тетевеном; при движении через Балканы Великолуцкий полк, шедший в колонне генерала Дандевиля, проявил выдающееся отличие при взятии 16 ноября горы Греаты (Вратешна), на Златицком перевале, и был награждён Георгиевскими знамёнами с надписью: «За Греату 16 ноября 1877 г.», а командовавший полком майор Беатер в 1880 году был награждён орденом св. Георгия 4-й степени.
19 февраля 1911 года полку Высочайше пожаловано новое знамя с Александровскими юбилейными лентами и надписями «1711—1911» и «За Греату 16 ноября 1877 г.».

## Знаки отличия полка
- Полковое Георгиевское знамя с надписями «За Греату 16 ноября 1877 г.» и «1711—1811» с Александровской юбилейной лентой.
- Знаки отличия на головные уборы для нижних чинов с надписью «За Варшаву 25 и 26 августа 1831 г.».
- Поход за военные отличия «за участие в войне с Японией» (Высочайшая грамота, январь 1910 года).

## Шеф полка
- 17.01.1811 — 22.06.1815 — полковник Головнин, Василий Данилович

## Командиры полка

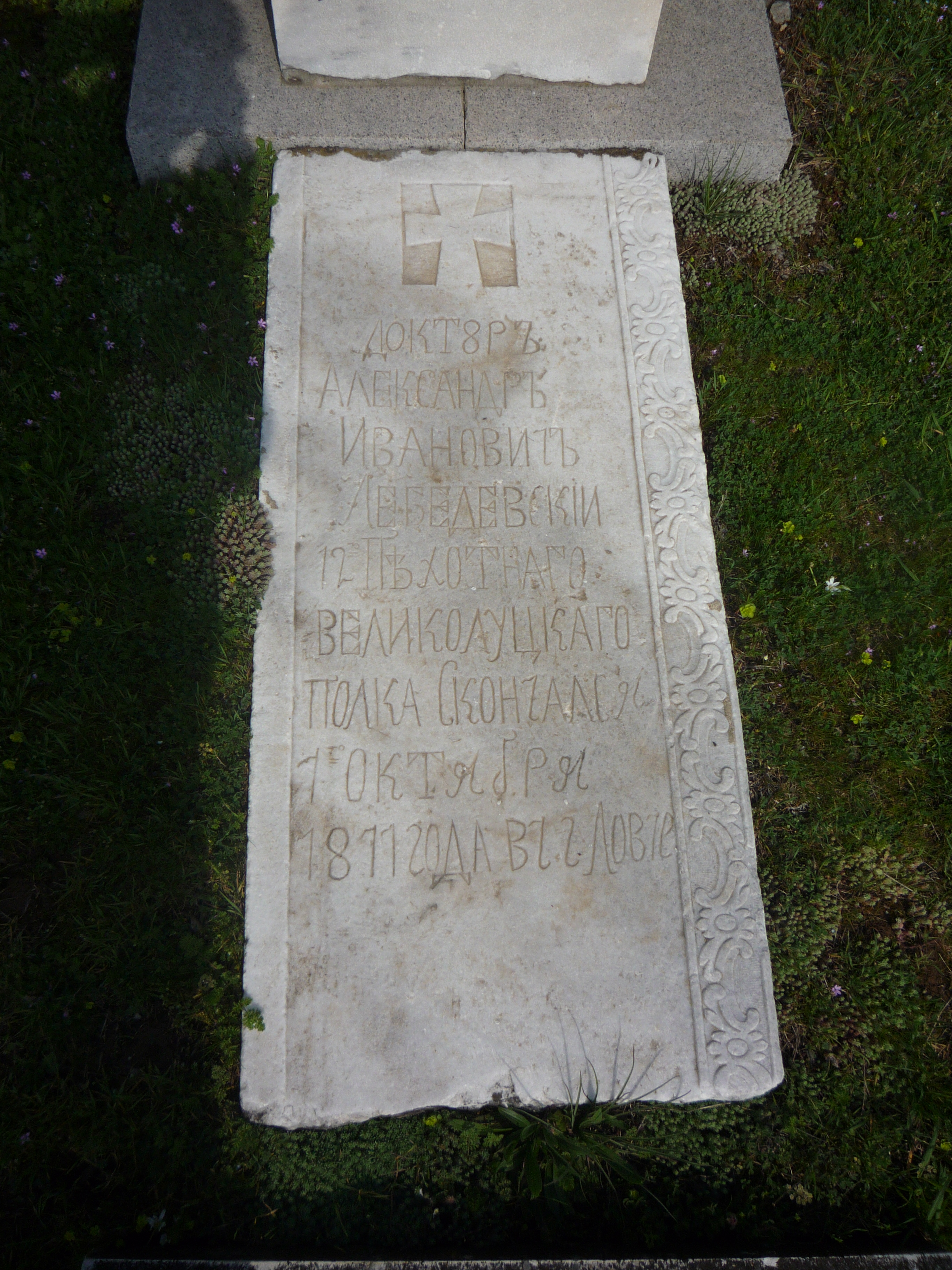
Надгробный памятник врачу Великолуцкого 12-го пехотного полка Александру Лебедевскому в г. Ловеч, Болгария

- 12.06.1812 — 22.06.1815 — майор (с 04.04.1813 подполковник) Шухов, Василий Максимович
- 22.06.1815 — 30.08.1816 — полковник Головнин, Василий Данилович
- 30.08.1816 — 17.01.1818 — подполковник Шухов, Василий Максимович
- 17.01.1818 — 19.06.1818 — полковник Бизеев, Александр Петрович
- 18.10.1818 — 01.11.1820 — полковник Ингистов
- 01.11.1820 — 10.06.1831 — подполковник (с 15.08.1825 полковник) Богданов-Калинский, Варфоломей Андреевич
- 10.06.1831 — 24.05.1833 — подполковник (с 18.05.1833 полковник) Есаулов, Павел Семёнович
- 24.05.1833 — 01.07.1835 — полковник Булгаков, Фёдор Васильевич
- 04.09.1835 — 26.02.1843 — полковник (с 16.04.1841 генерал-майор) Мансуров, Илья Александрович
- 21.03.1843 — 29.04.1855 — подполковник (с 24.10.1845 полковник, с 06.12.1853 генерал-майор) барон Врангель, Фёдор Густавович
- 13.05.1855 — 14.12.1859[2] — полковник Траскин, Николай Семёнович
- 14.12.1859 — 15.07.1863 — полковник Нелидов, Иван Николаевич
- 15.07.1863 — 07.12.1871 — полковник Поль, Александр Петрович[3]
- 07.12.1871 — 07.11.1872 — полковник Петровский, Николай Иванович
- 07.11.1872 — 12.02.1878 — полковник Рыдзевский, Леонард Донатович
  - в 1877 году — командующий майор Беатер, Николай Эрнестович
- 12.02.1878 — 26.02.1894 — полковник Кобордо, Болеслав Константинович
- 03.03.1894 — 04.07.1898 — полковник Витте, Бруно Альбертович
- 22.07.1898 — 11.09.1903 — полковник Луганин, Александр Иванович
- 19.09.1903 — 09.03.1905 — полковник (с 06.12.1904 генерал-майор) Де-Витт, Владимир Владимирович
- 14.06.1905 — 30.09.1906 — полковник Хартулари, Михаил Викторович
- 14.10.1906 — 16.12.1908 — полковник Тюбукин, Фёдор Михайлович
- 28.12.1908 — 23.04.1913 — полковник Блотницкий, Ричард Михайлович
- 23.04.1913 — 04.07.1913 — полковник Шеманский, Анатолий Дмитриевич
- 14.08.1913 — 18.04.1915 — полковник Симонов, Михаил Агафангелович, отец поэта и писателя
- 01.05.1915 — 05.06.1916 — полковник (с 21.01.1916 генерал-майор) Раттэль, Николай Иосифович
- 30.08.1916 — 08.05.1917 — полковник Петров, Павел Иванович
- 08.05.1917 — 11.07.1917[4] — полковник Григорьев,Михаил Васильевич
- 27.07.1917 — хх.хх.хххх — полковник Есимонтовский, Аркадий Васильевич

## Известные люди, служившие в полку
- Галафеев, Аполлон Васильевич — генерал-лейтенант, герой Кавказской войны.
- Ерёменко, Андрей Иванович — Маршал Советского Союза, в 1915—1917 годах воевал в полку ефрейтором.
- Земский, Николай Фёдорович — военный врач, участник Кавказской войны.
- Угричич-Требинский, Ананий Максимович — декабрист.
- Хотяинцев, Иван Николаевич — генерал-лейтенант, сенатор.

## Другие формирования этого имени
- Старый Великолуцкий пехотный полк — сформирован 25 июня 1711 года; в начале XIX века назывался мушкетёрским. 19 октября 1810 года поступил на формирование 44-го егерского полка.